# Shane Shanahan
Shane Shanahan (* 1972) ist ein US-amerikanischer Perkussionist.
Shanahan studierte Perkussion an der Eastman School of Music und an der Hartt School der University of Hartford. Auf Reisen durch die Türkei, 
Indien und Tadschikistan lernte er die traditionelle Musik dieser Länder kennen. 2000 wurde er Mitglied von Yo-Yo Mas Silk Road Ensemble. Er nahm
an den weltweiten Tourneen des Ensembles teil und wirkte an dessen Alben When Strangers Meet, Beyond the Horizon, New Impossibilities und 
Off the Map mit.
Weiterhin ist Shanahan Mitglied von Glen Velez’ Frame Drum Ensemble und Maya Beisers Gruppe Provenance und trat mit Musikern wie Philip Glass, 
Alison Krause, Sonny Fortune, Chaka Khan, G. E. Smith, Simon Shaheen, Jamey Haddad, Cyro Baptista, Anindo Chaterjee, 
Sandeep Das, Shahram und Hafez Nazeri, Alim Qasimov, Howard Levy und Steve Gorn auf. Er gab Workshops an der
Harvard University, der Northwestern University, der New York University, der University of California at Santa Barbara und an der
Rhode Island School of Design. 
Als Artist in Residence der Hartt School unterrichtete er 2006 Perkussion und führte mit Studenten ein Konzert mit eigenen Kompositionen auf.
Weiterhin entwarf und spielte er Programme im Art Institute of Chicago, den japanischen Nationalmuseen in Kyushu and Nara, der British Library 
in London, dem Rietberg Museum in Zürich und dem Ruben Museum of Art in New York. Fernsehauftritte hatte er u. a. in der  Late Show with David Letterman
und der Sendung Good Morning America.